# Maiko Hagio
Maiko Hagio (japanisch 萩尾 舞子 Hagio Maiko; * 26. Dezember 1979) ist eine japanische Fußballschiedsrichterassistentin.
Von 2015 bis 2021 stand sie auf der Liste der FIFA-Schiedsrichter und leitete internationale Fußballspiele.
Hagio war unter anderem Schiedsrichterassistentin bei der U-17-Weltmeisterschaft 2016 in Jordanien, beim Algarve-Cup 2017, beim Algarve-Cup 2019 und bei der Weltmeisterschaft 2019 in Frankreich (als Assistentin von Casey Reibelt).